# Saint-Léger-de-Linières
Saint-Léger-de-Linières é uma comuna francesa na região administrativa do País do Loire, no departamento de Maine-et-Loire. Estende-se por uma área de 24.08 km². Em 2010 a comuna tinha 3 699 habitantes (densidade: 153,6 hab./km²).
Foi criada em 1 de janeiro de 2019, a partir da fusão das antigas comunas de Saint-Léger-des-Bois (sede da comuna) e Saint-Jean-de-Linières.